# Сан Антонио
 Тази статия е за града в САЩ.  За града в Чили вижте Сан Антонио (Чили).  
Сан Антонио (на английски: San Antonio) е град в щата Тексас, САЩ. Има население от 1 434 625 души (1 април 2020) и обща площ от 1067,3 km².

## Известни личности
Родени в Сан Антонио
- Джон Блаха (р. 1942), космонавт
- Чарлз Куинтън Браун (р. 1962), генерал
- Али Брук (р. 1993), певица
- Съмър Глау (р. 1981), актриса
- Джоан Крофорд (1904 – 1977), актриса
- Шон Майкълс (р. 1965), кечист
- Меган Дъ Стелиън (р. 1995), музикантка
- Джаред Падалеки (р. 1982), актьор
- Мишел Родригес (р. 1978), актриса
- Робърт Родригес (р. 1968), режисьор
- Хенри Томас (р. 1971), актьор
- Едуард Уайт (1930 – 1967), космонавт

Починали в Сан Антонио
- Дейви Крокет (1786 – 1836), политик и офицер
- Пола Негри (1897 – 1987), актриса